# Meigenia nigra
Meigenia nigra là một loài ruồi trong họ Tachinidae.